# Ulrike von Levetzow
Pour les autres membres de la famille, voir Famille von Levetzow.
Theodore Ulrike Sophie von Levetzow (née le 4 février 1804 à Löbnitz, décédée le 13 novembre 1899 au château de Trziblitz (cs) en Bohême) fut le dernier amour du poète allemand Johann Wolfgang von Goethe (1749-1832).

## Biographie
Elle est issue de la famille von Levetzow et est la fille ainée de Joachim Otto Ulrich von Levetzow (de), chambellan du duché de Mecklembourg-Schwerin et futur maréchal de la cour, et d'Amalie von Brösigke; après le divorce précoce de ses parents et le remariage de sa mère elle fut élevée dans un pensionnat français où la suivirent ses deux sœurs, Amélie et Bertha (celle-là issue du deuxième mariage de sa mère).
Goethe tomba amoureux d'elle en 1821 pendant un séjour de cure assez long dans la station mondaine de Marienbad bien qu'elle n'eût que 17 ans. Pour la dernière fois dans sa vie, il ressentit « une grande passion ». On peut y voir le désir de ressusciter chez lui les grandes passions de sa jeunesse et une tentative de fuite devant l'âge et devant la mort. Quand il la rencontra à nouveau deux ans plus tard (1823) Goethe demanda au grand-duc Karl August de Weimar-Eisenach (1757 - 1828) de la demander pour lui en mariage.
Goethe a raconté sa douleur devant le refus de sa proposition dans son « Élégie de Marienbad » qu'il commença à écrire en septembre 1823 pendant le voyage qui l'emmenait de Bohème en Thuringe ;  mais Ulrike von Levetzow n'apprit l'existence de ce poème qu'après la mort de Goethe. Le 19 septembre 1823 Goethe écrivait dans son journal : « J'ai terminé de recopier le poème ». En exergue de cette élégie il plaça la devise empruntée à Tasso : « Et si un homme dans ses tourments perd la parole / Dieu m'a donné de dire ce que je souffre ».
Ulrike von Levetzow a bien dit par la suite dans ses brefs Souvenirs sur Goethe qu'elle n'avait aucune envie de se marier, et de fait elle resta célibataire jusqu'à sa mort. Elle était agacée d'entendre dire qu'elle avait éprouvé des sentiments tendres envers Goethe, et elle le démentait fermement. Elle l'avait bien sûr aimé, mais seulement « comme un père ».
Elle mourut à l'âge avancé de 95 ans comme demoiselle-diaconesse du Saint-Sépulcre, dans une grande propriété qu'elle avait héritée de son beau-père.

## Sources
- (de) Cet article est partiellement ou en totalité issu de l’article de Wikipédia en allemand intitulé « Ulrike von Levetzow » (voir la liste des auteurs).